# Эрик Янг
Джереми Фриц (англ. Jeremy Fritz, род. 15 декабря 1979, Дон-Евфимия, Онтарио) — канадский рестлер, в настоящее время — свободный агент. Он выступает под именем Эрик Янг (англ. Eric Young).
В Total Nonstop Action Wrestling (TNA), ныне известной как Impact Wrestling, Янг выступал с 2004 по 2016 год и с 2020 по 2022 год. За время работы в промоушене он выиграл 14 титулов, став двукратным чемпионом мира, однократным чемпионом икс-дивизиона, трехкратным чемпионом легенд/глобальным/телевизионном/царя горы и семикратным чемпионом командным чемпионом мира: двукратным командным чемпионом мира NWA с Бобби Рудом и четырёхкратным командным чемпионом мира TNA/Impact, один раз с Казом, один раз в составе «Банды» с Кевином Нэшем и Скоттом Холлом (по правилу вольных птиц) и дважды в составе «Жестоких по замыслу» с Динером и Джо Дорингом (опять же по правилу вольных птиц). Он также является единственным мужчиной, владевшим титулом командных чемпионов TNA среди нокаутов, выиграв его вместе с ODB.
Янг также выступал в WWE, где он является бывшим командным чемпионом NXT.

## Титулы и достижения
- American Combat Wrestling
  - Чемпион ACW в тяжёлом весе (1 раз)[2]
- Allied Powers Wrestling Federation
  - Чемпион APWF в первом тяжёлом весе (1 раз)[3]
- Family Wrestling Entertainment
  - Чемпион FWE в тяжёлом весе (1 раз)[4]
- Fighting Spirit Pro Wrestling
  - Независимый чемпион FSPW (2 раза)[2]
- Greektown Pro Wrestling
  - Чемпион Greektown (1 раз)[5]
- Independent Wrestling Federation
  - Чемпион IWF в тяжёлом весе (1 раз)[2]
- Lariato Pro Wrestling
  - Чемпион Lariato Pro (1 раз)[6]
- Memphis Wrestling
  - Командный чемпион юга Мемфиса (1 раз) — с Джонни Дивайном[2]
- Neo Spirit Pro
  - Независимый чемпион NSP (1 раз)[2]
- Pro Wrestling Illustrated
  - № 19 в топ 500 рестлеров в рейтинге PWI 500 в 2014[7]
- Total Nonstop Action Wrestling/Impact Wrestling
  - Чемпион мира TNA/Impact в тяжёлом весе (2 раза)[8]
  - Чемпион легенд/глобальным/телевизионном/царя горы TNA (3 раза)[3]
  - Чемпион икс-дивизиона TNA (1 раз)[2]
  - Командный чемпион мира TNA/Impact (4 раза) — с Казом (1), Кевином Нэшем и Скоттом Холлом (1),[2][9][10] Райно, Джо Дорингом и Динером (1), Джо Дорингом и Динером (1)
  - Командный чемпион TNA среди нокаутов (1 раз) — с ODB[11]
  - Командный чемпион мира NWA (2 раза) — с Бобби Рудом[2][3]
  - Кубок индейки TNA (2011, 2012)[12]
  - Кубок мира по рестлингу TNA (2014) — с Булли Рэем, Ганнером, Эдди Эдвардсом и ODB
  - «Царь горы» (2016)
  - Золотая перчатка (2022 — в тяжёлом весе)[13]
  - Седьмой чемпион Тройной короны TNA
  - Четвёртый чемпион Большого шлема TNA
  - Награды по итогам года TNA/Impact (3 раза)
    - Самый вдохновляющий (2006)[14]
    - Момент года (2020) — возвращение в Impact на Slammiversary, вместе с другими возвращениями и дебютами той ночи[15]
    - Матч года (2020) пр. Эдди Эдвардса пр. Эйса Остина пр. Трея пр. Рича Суонна на Slammiversary[15]
- Wrestling Observer Newsletter
  - Худший матч года (2006) TNA Reverse Battle Royal на TNA Impact![16]
- WWE
  - Командный чемпион NXT (1 раз) — with Alexander Wolfe[17]
  - Награда по итогам года NXT (1 раз)
    - Команда года (2017) — with Alexander Wolfe and Killian Dain[18]
- Xtreme Wrestling Coalition
  - Чемпион мира XWC в тяжёлом весе (1 раз)[2]